# Râul Valea Frapținilor
Râul Valea Frapținilor este un curs de apă, afluent al râului Valea Mare. 

## Hărți
- Harta Munților Vlădeasa